# Acacia crassistipula
Acacia crassistipula é uma espécie de leguminosa do gênero Acacia, pertencente à família Fabaceae.